# 科特拉斯區

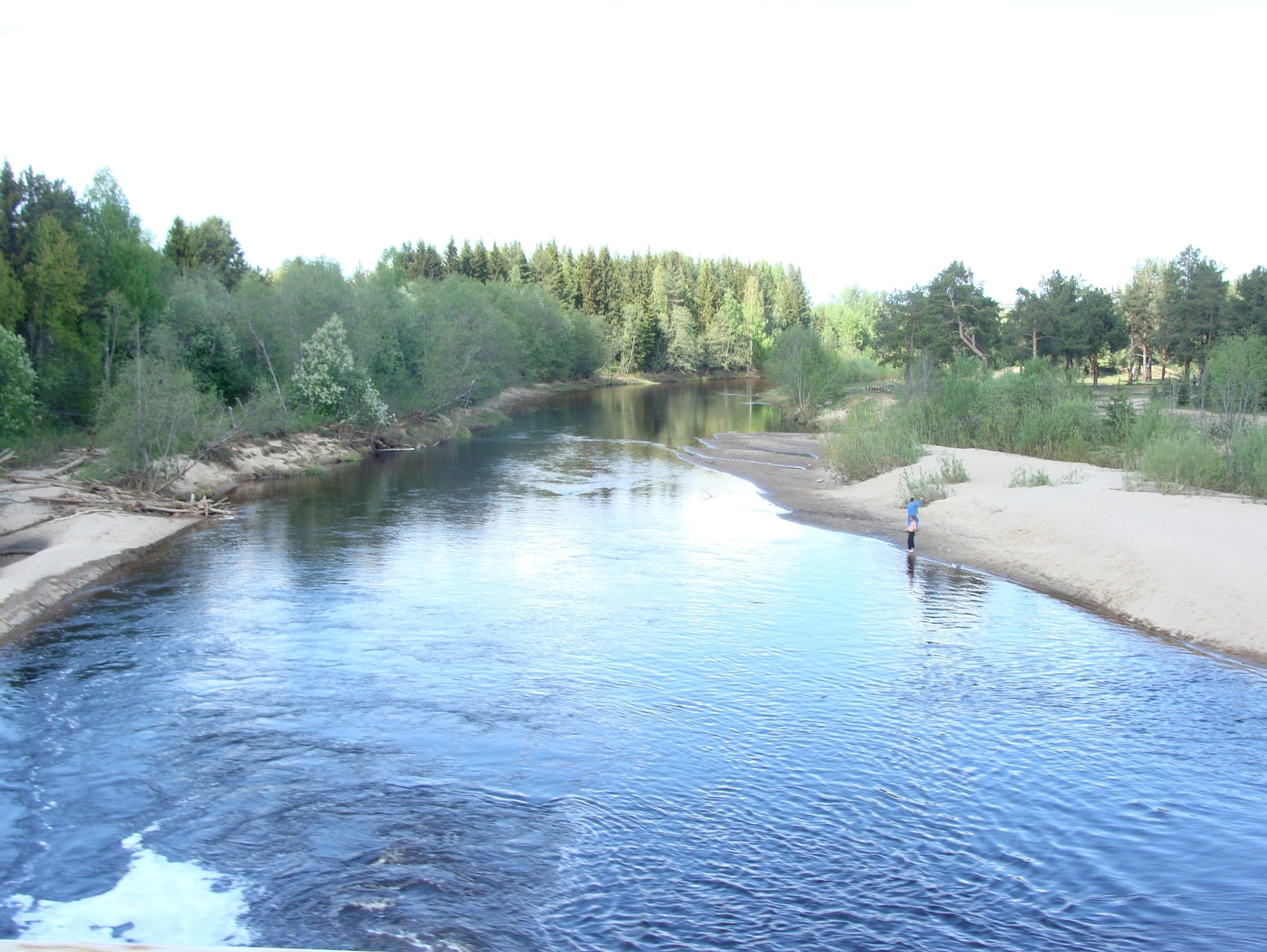

61°15′N 46°39′E / 61.250°N 46.650°E
科特拉斯區（俄语：Котласский район），是俄羅斯的一個區，位於該國西北部，由阿爾漢格爾斯克州負責管轄，始建於1924年6月25日，面積6,300平方公里，2010年人口21,005，人口密度每平方公里3.33人。